# Phradonoma magnum
Phradonoma magnum là một loài bọ cánh cứng trong họ Dermestidae. Loài này được Herrmann & Háva miêu tả khoa học năm 2005.